# Analiza problemei potențiale
Analiza problemei potențiale (engleză Potential problem analysis) este un instrument conceput de Kepner și Tregoe (1981) ca parte a tehnicii lor de rezolvare a problemelor. Acest instrument se bazează pe modelul gândirii cauză-efect. Analiza problemei potențiale (APP) permite să se identifice, să se descrie, a face analiza și a rezolva o situație în care ceva a mers prost, fără a avea explicații asupra performanței inacceptabile. APP identifică în mod sistematic ce poate să decurgă greșit la un plan, o acțiune sau un eveniment, în desfășurare. Cauzele problemei sunt evaluate prin probabilitatea de apariție a acestora, estimând și cât de grave sunt consecințele acestora. Procedura  de urmat implică dezvoltarea unor acțiuni preventive, precum și a unor planuri de urgență pentru cazul în care problema apare. Folosind APP este asigurată o implementare mai lină a planului.

## Situații de utilizare
Situațiile posibile de utilizare sunt următoarele:
- Înainte de implementarea unui plan de acțiune;
- În special, atunci când ceva poate să meargă prost;
- Atunci când planul este amplu și complex;
- Atunci când planul trebuie terminat la timp;
- Atunci când costul eșecurilor este ridicat.[2]

## Procedura de aplicare
1. Se identifică aspectele principale ale unui plan care sunt vulnerabile la întreruperi sau eșecuri (în fraze scurte).
2. Pentru fiecare aspect se investighează și se înregistrează problemele specifice, adică modurile potențiale care ar putea funcționa prost. Se scriu aceste probleme în prima coloană a unui tabel structurat. 
3. Pentru fiecare problemă potențială se estimează riscul, evaluând acest risc ca ridicat, mediu sau scăzut pentru amândouă dintre următoarele probabilități: a) riscul de apariție a problemei; b) gravitatea consecințelor sale. Cauzele cu probabilitate mare de apariție și cu gravitate mare a consecințelor prezintă cel mai mare risc. Se scriu aceste evaluări în coloana intitulată „Problemă” a tabelului. Se stabilesc problemele prioritare (dintre cele identificate), luând în considerare ce riscuri organizația este dispusă să accepte. Se continuă procedura cu următorii pași pentru probleme ale căror riscuri sunt inacceptabile, înregistrând informațiile în tabel. Se parcurg pașii de la 4 până la 6 (din prezenta enumerare) pentru fiecare problemă, înainte de a trece la următoarea problemă.
4. Se identifică posibilele cauze pe baza cunoștințelor și experienței și se explică cum cauzele ar putea crea probleme potențiale; aceste informații se scriu în a doua coloană a tabelului.
5. (Opțional) Pentru fiecare cauză se evaluează probabilitatea de apariție ca fiind ridicată, medie sau scăzută, completând următoarea coloană, precum și gravitatea consecințelor sale, înscrisă în coloana intitulată S (de la "severity").
6. Pentru fiecare cauză (sau fiecare problemă în cazul unor cauze neelucidate) se identifică acțiunile preventive care ar elimina sau ar reduce probabilitatea de apariție. Se scriu aceste acțiuni în a cincea coloană. Se evaluează riscul rezidual care ar putea să rămână, adică probabilitatea și gravitatea cauzei apărute, deși s-au luat măsuri preventive, și se înregistrează în a șasea coloană a tabelului.
7. Pentru fiecare cauză a cărei risc rezidual este inacceptabil se dezvoltă un plan de urgență (de contingență), pentru a elimina consecințele problemei, în cazul în care măsurile preventive eșuează. Se stabilește ce trebuie făcut în planul de urgență, cine este responsabil și ce mecanism va face ca planul să funcționeze. Se înregistrează denumirea planului în ultima coloană.

## Caracteristicile metodei
- Acest instrument constituie una dintre metodele care pot fi folosite pentru planificarea unor situații de urgență. APP analizează situațiile mai riguros decât ciclul PDCA sau decât diagrama contingențelor.
- Avantajele acestui instrument sunt că exprimă clar cauzele problemelor, ratele de risc și separă acțiunile preventive de planurile de contingență.
- Aspectele vulnerabile ale unui plan (pasul 1 al procedurii) pot fi următoarele:

- acțiuni planificate care pot eșua;
- tot ce se face sub presiunea unui termen strâns;
- tot ce se face de la distanță;
- tot ceea ce se face sub coordonarea și responsabilitatea mai multor persoane.
- Pentru a identifica probleme potențiale se pun întrebările: ce? (identitatea abaterii pe care încercăm să o explicăm), când? (timpul când se produce abaterea); unde? (localizarea abaterii); cât? (magnitudinea abaterii).

- Pentru a evalua riscul sunt uneori folosite scări de la 1 la 5 sau de la 1 la 10.

- Dacă a fost identificată o problemă pentru care nu pot fi concepute acțiuni preventive sau planuri de urgență (de contingență) trebuie să se decidă dacă se acceptă riscul sau dacă se creează un plan alternativ fără risc și se optează pentru aplicarea acestuia.